# Jaroslav Perner
Jaroslav Perner, češki paleontolog in pedagog, * 28. marec 1869, Týnec nad Labem, † 9. junij 1947, Praga.
Leta 1927 je postal profesor paleontologije na Karlovi univerzi v Pragi.